# Comité Regional del Partido Comunista de la Unión Soviética

Logo del PCUS.

Los Comités Regionales del Partido Comunista de la Unión Soviética (en ruso: Областной комитет КПСС, abreviado como Obkom, en ruso: обком) eran las ramas regionales del PCUS en las demarcaciones administrativas de segundo nivel de la Unión Soviética (repúblicas autónomas, óblasts, óblasts autónomos, y krais). Estos eran elegidos por las conferencias regionales. Los comités regionales estaban subordinados a los comités centrales de los partidos de las repúblicas (los cuales a su vez estaban subordinados al Comité Central del PCUS federal). Hasta junio de 1990, la República Socialista Federativa Soviética de Rusia era la única república donde sus comités regionales eran responsables directamente ante el Partido Comunista de la URSS, en lugar de su respectiva rama republicana. De manera similar, las ciudades tenían Comités Municipales del PCUS.

## Historia
En 1919, las antiguas organizaciones del Partido Comunista Ruso (Bolchevique) fueron reemplazados por las comités provinciales del PCR (b). Posteriormente, durante la reforma de la división territorial-administrativa llevada a cabo entre 1924 y 1929, los comités provinciales fueron reorganizados como comités regionales, en las repúblicas autónomas, óblasts autónomos, óblasts y krais. Después de la creación del Partido Comunista de la RSFS de Rusia en 1990, los comités regionales de la RSFSR pasaron a control directo de este. Después de que el PCUS fuera ilegalizado el 6 de noviembre de 1991, las organizaciones regionales del partido fueron disueltas. El 30 de noviembre de 1992, la Corte Constitucional de Rusia levantó la prohibición de actividades de las organizaciones primarias del Partido Comunista de la RSFSR (PCUS), lo que hizo posible restaurar el partido como "Partido Comunista de la Federación Rusa". Dado que se mantuvo la prohibición de las actividades de los comités regionales (territoriales) del partido, tuvieron que ser reemplazados por unos nuevos. 

## Organización
Cada comité regional era responsable ante el Comité Central del Partido Comunista de su república. En el caso de la República Socialista Federativa Soviética de Rusia, cada comité regional dentro de la RSFSR era directamente responsable ante el Comité Central del Partido Comunista de la Unión Soviética. El Primer Secretario era el funcionario más alto dentro de un comité regional y era elegido por este. La Carta del Partido Comunista de la Unión Soviética de 1972 establece cómo se deben administrar los comités regionales y las ramas republicanas del Partido Comunista de la Unión Soviética:
Cuerpos directivos de organizaciones regionales del partido.
43. El órgano supremo de una organización regional, provincial, del partido republicano es el congreso regional o provincial del partido del Partido Comunista de la república, y en el intervalo entre ellos - el comité regional y el Comité Central del Partido Comunista de la república.
45. Los comités regionales, regionales y el Comité Central de los Partidos Comunistas de las Repúblicas de la Unión eligen los burós, incluidos los secretarios de los comités. Los secretarios de los partidos deben tener al menos cinco años de permanencia en el partido. Los presidentes de las comisiones del partido, los jefes de departamento de estos comités, los editores de los periódicos y revistas del partido también son aprobados en los comités plenarios. Podrán crearse secretarías para tratar temas de actualidad y verificar el cumplimiento de los comités regionales, partidistas y regionales de los Partidos Comunistas de las repúblicas de la Unión.
46. La sesión plenaria del comité regional y del Comité Central del Partido Comunista de la república se convoca al menos una vez cada cuatro meses.

### Primer Secretario
El Primer Secretario del Comité Regional del PCUS era el más alto funcionario del partido en la región, y era electo por dicho comité a propuesta del Primer Secretario del Partido Comunista de dicha república. El puesto de Primer Secretario del Comité Regional era vital para un ascenso como miembro del Comité Central de la República, o incluso, del Comité Central de la Unión. Sin embargo, el cargo de primer secretario regional también era utilizado como una degradación de puesto más bajo al castigar a un miembro culpable del Politburó o del Comité Central. 

## Lista de Comités Regionales
Esta es una lista de los Comités Regionales del Partido Comunista de la Unión Soviética en agosto de 1991.

### Partido Comunista de la RSFS de Rusia

#### Óblasts
| Comité Regional                                                             | Óblast                 |
| --------------------------------------------------------------------------- | ---------------------- |
| Comité Regional de Amur del Partido Comunista de la Unión Soviética         | Óblast de Amur         |
| Comité Regional de Arcángel del Partido Comunista de la Unión Soviética     | Óblast de Arcángel     |
| Comité Regional de Astracán del Partido Comunista de la Unión Soviética     | Óblast de Astracán     |
| Comité Regional de Bélgorod del Partido Comunista de la Unión Soviética     | Óblast de Bélgorod     |
| Comité Regional de Briansk del Partido Comunista de la Unión Soviética      | Óblast de Briansk      |
| Comité Regional de Cheliábinsk del Partido Comunista de la Unión Soviética  | Óblast de Cheliábinsk  |
| Comité Regional de Chitá del Partido Comunista de la Unión Soviética        | Óblast de Chitá        |
| Comité Regional de Gorki del Partido Comunista de la Unión Soviética        | Óblast de Gorki        |
| Comité Regional de Irkutsk del Partido Comunista de la Unión Soviética      | Óblast de Irkutsk      |
| Comité Regional de Ivánovo del Partido Comunista de la Unión Soviética      | Óblast de Ivánovo      |
| Comité Regional de Kalinin del Partido Comunista de la Unión Soviética      | Óblast de Kalinin      |
| Comité Regional de Kaliningrado del Partido Comunista de la Unión Soviética | Óblast de Kaliningrado |
| Comité Regional de Kaluga del Partido Comunista de la Unión Soviética       | Óblast de Kaluga       |
| Comité Regional de Kamchatka del Partido Comunista de la Unión Soviética    | Óblast de Kamchatka    |
| Comité Regional de Kémerovo del Partido Comunista de la Unión Soviética     | Óblast de Kémerovo     |
| Comité Regional de Kírov del Partido Comunista de la Unión Soviética        | Óblast de Kírov        |
| Comité Regional de Kostromá del Partido Comunista de la Unión Soviética     | Óblast de Kostromá     |
| Comité Regional de Kúibyshev del Partido Comunista de la Unión Soviética    | Óblast de Kúibyshev    |
| Comité Regional de Kurgán del Partido Comunista de la Unión Soviética       | Óblast de Kurgán       |
| Comité Regional de Kursk del Partido Comunista de la Unión Soviética        | Óblast de Kursk        |
| Comité Regional de Leningrado del Partido Comunista de la Unión Soviética   | Óblast de Leningrado   |
| Comité Regional de Lípetsk del Partido Comunista de la Unión Soviética      | Óblast de Lípetsk      |
| Comité Regional de Magadán del Partido Comunista de la Unión Soviética      | Óblast de Magadán      |
| Comité Regional de Moscú del Partido Comunista de la Unión Soviética        | Óblast de Moscú        |
| Comité Regional de Múrmansk del Partido Comunista de la Unión Soviética     | Óblast de Múrmansk     |
| Comité Regional de Nóvgorod del Partido Comunista de la Unión Soviética     | Óblast de Nóvgorod     |
| Comité Regional de Novosibirsk del Partido Comunista de la Unión Soviética  | Óblast de Novosibirsk  |
| Comité Regional de Omsk del Partido Comunista de la Unión Soviética         | Óblast de Omsk         |
| Comité Regional de Oremburgo del Partido Comunista de la Unión Soviética    | Óblast de Oremburgo    |
| Comité Regional de Oriol del Partido Comunista de la Unión Soviética        | Óblast de Oriol        |
| Comité Regional de Penza del Partido Comunista de la Unión Soviética        | Óblast de Penza        |
| Comité Regional de Perm del Partido Comunista de la Unión Soviética         | Óblast de Perm         |
| Comité Regional de Pskov del Partido Comunista de la Unión Soviética        | Óblast de Pskov        |
| Comité Regional de Rostov del Partido Comunista de la Unión Soviética       | Óblast de Rostov       |
| Comité Regional de Riazán del Partido Comunista de la Unión Soviética       | Óblast de Riazán       |
| Comité Regional de Sajalín del Partido Comunista de la Unión Soviética      | Óblast de Sajalín      |
| Comité Regional de Sarátov del Partido Comunista de la Unión Soviética      | Óblast de Sarátov      |
| Comité Regional de Smolensk del Partido Comunista de la Unión Soviética     | Óblast de Smolensk     |
| Comité Regional de Sverdlovsk del Partido Comunista de la Unión Soviética   | Óblast de Sverdlovsk   |
| Comité Regional de Tambov del Partido Comunista de la Unión Soviética       | Óblast de Tambov       |
| Comité Regional de Tomsk del Partido Comunista de la Unión Soviética        | Óblast de Tomsk        |
| Comité Regional de Tula del Partido Comunista de la Unión Soviética         | Óblast de Tula         |
| Comité Regional de Tiumén del Partido Comunista de la Unión Soviética       | Óblast de Tiumén       |
| Comité Regional de Uliánovsk del Partido Comunista de la Unión Soviética    | Óblast de Uliánovsk    |
| Comité Regional de Vladímir del Partido Comunista de la Unión Soviética     | Óblast de Vladímir     |
| Comité Regional de Volgogrado del Partido Comunista de la Unión Soviética   | Óblast de Volgogrado   |
| Comité Regional de Vólogda del Partido Comunista de la Unión Soviética      | Óblast de Vólogda      |
| Comité Regional de Vorónezh del Partido Comunista de la Unión Soviética     | Óblast de Vorónezh     |
| Comité Regional de Yaroslavl del Partido Comunista de la Unión Soviética    | Óblast de Yaroslavl    |

#### Óblasts Autónomos
| Comité Regional                                                                      | Óblast Autónomo                          |
| ------------------------------------------------------------------------------------ | ---------------------------------------- |
| Comité Regional de Adigueya del Partido Comunista de la Unión Soviética              | Óblast Autónomo de Adigueya              |
| Comité Regional de Gorno-Altái del Partido Comunista de la Unión Soviética           | Óblast Autónomo de Gorno-Altái           |
| Comité Regional Judío del Partido Comunista de la Unión Soviética                    | Óblast Autónomo Judío                    |
| Comité Regional de Karacháyevo-Cherkesia del Partido Comunista de la Unión Soviética | Óblast Autónomo de Karacháyevo-Cherkesia |
| Comité Regional de Jakasia del Partido Comunista de la Unión Soviética               | Óblast Autónomo de Jakasia               |

#### Krais
| Comité Regional                                                            | Krai                |
| -------------------------------------------------------------------------- | ------------------- |
| Comité Regional de Altái del Partido Comunista de la Unión Soviética       | Krai de Altái       |
| Comité Regional de Jabárovsk del Partido Comunista de la Unión Soviética   | Krai de Jabárovsk   |
| Comité Regional de Krasnodar del Partido Comunista de la Unión Soviética   | Krai de Krasnodar   |
| Comité Regional de Krasnoyarsk del Partido Comunista de la Unión Soviética | Krai de Krasnoyarsk |
| Comité Regional de Primorie del Partido Comunista de la Unión Soviética    | Krai de Primorie    |
| Comité Regional de Stávropol del Partido Comunista de la Unión Soviética   | Krai de Stávropol   |

#### Repúblicas Autónomas
| Comité Regional                                                                    | República Autónoma          |
| ---------------------------------------------------------------------------------- | --------------------------- |
| Comité Regional de Baskiria del Partido Comunista de la Unión Soviética            | RASS de Baskiria            |
| Comité Regional de Buriatia del Partido Comunista de la Unión Soviética            | RASS de Buriatia            |
| Comité Regional de Carelia del Partido Comunista de la Unión Soviética             | RASS de Carelia             |
| Comité Regional de Chechenia-Ingusetia del Partido Comunista de la Unión Soviética | RASS de Chechenia-Ingusetia |
| Comité Regional de Chuvasia del Partido Comunista de la Unión Soviética            | RASS de Chuvasia            |
| Comité Regional de Daguestán del Partido Comunista de la Unión Soviética           | RASS de Daguestán           |
| Comité Regional de Kabardia-Balkaria del Partido Comunista de la Unión Soviética   | RASS de Kabardia-Balkaria   |
| Comité Regional de Kalmukia del Partido Comunista de la Unión Soviética            | RASS de Kalmukia            |
| Comité Regional de Komi del Partido Comunista de la Unión Soviética                | RASS de Komi                |
| Comité Regional de Mari del Partido Comunista de la Unión Soviética                | RASS de Mari                |
| Comité Regional de Mordovia del Partido Comunista de la Unión Soviética            | RASS de Mordovia            |
| Comité Regional de Osetia del Norte del Partido Comunista de la Unión Soviética    | RASS de Osetia del Norte    |
| Comité Regional de Tartaria del Partido Comunista de la Unión Soviética            | RASS de Tartaria            |
| Comité Regional de Tuvá del Partido Comunista de la Unión Soviética                | RASS de Tuvá                |
| Comité Regional de Udmurtia del Partido Comunista de la Unión Soviética            | RASS de Udmurtia            |
| Comité Regional de Yakutia del Partido Comunista de la Unión Soviética             | RASS de Yakutia             |

### Partido Comunista de la RSS de Azerbaiyán

#### Óblasts Autónomos
| Comité Regional                                                                | Óblast Autónomo                    |
| ------------------------------------------------------------------------------ | ---------------------------------- |
| Comité Regional de Nagorno-Karabaj del Partido Comunista de la Unión Soviética | Óblast Autónomo de Nagorno Karabaj |

#### Repúblicas Autónomas
| Comité Regional                                                           | República Autónoma |
| ------------------------------------------------------------------------- | ------------------ |
| Comité Regional de Najicheván del Partido Comunista de la Unión Soviética | RASS de Najicheván |

### Partido Comunista de la RSS de Bielorrusia

#### Óblasts
| Comité Regional                                                         | Óblast             |
| ----------------------------------------------------------------------- | ------------------ |
| Comité Regional de Brest del Partido Comunista de la Unión Soviética    | Óblast de Brest    |
| Comité Regional de Gómel del Partido Comunista de la Unión Soviética    | Óblast de Gómel    |
| Comité Regional de Grodno del Partido Comunista de la Unión Soviética   | Óblast de Grodno   |
| Comité Regional de Minsk del Partido Comunista de la Unión Soviética    | Óblast de Minsk    |
| Comité Regional de Maguilov del Partido Comunista de la Unión Soviética | Óblast de Maguilov |
| Comité Regional de Vítebsk del Partido Comunista de la Unión Soviética  | Óblast de Vítebsk  |

### Partido Comunista de la RSS de Georgia

#### Óblasts Autónomos
| Comité Regional                                                               | Óblast Autónomo                   |
| ----------------------------------------------------------------------------- | --------------------------------- |
| Comité Regional de Osetia del Sur del Partido Comunista de la Unión Soviética | Óblast Autónomo de Osetia del Sur |

#### Repúblicas Autónomas
| Comité Regional                                                        | República Autónoma |
| ---------------------------------------------------------------------- | ------------------ |
| Comité Regional de Abjasia del Partido Comunista de la Unión Soviética | RASS de Abjasia    |
| Comité Regional de Ayaria del Partido Comunista de la Unión Soviética  | RASS de Ayaria     |

### Partido Comunista de la RSS de Kazajistán

#### Óblasts
| Comité Regional                                                                         | Óblast                             |
| --------------------------------------------------------------------------------------- | ---------------------------------- |
| Comité Regional de Aktobé del Partido Comunista de la Unión Soviética                   | Óblast de Aktobé                   |
| Comité Regional de Alma-Ata del Partido Comunista de la Unión Soviética                 | Óblast de Alma-Ata                 |
| Comité Regional de Chimkent del Partido Comunista de la Unión Soviética                 | Óblast de Chimkent                 |
| Comité Regional de Dzhambyl del Partido Comunista de la Unión Soviética                 | Óblast de Dzhambyl                 |
| Comité Regional de Dzhezkazgan del Partido Comunista de la Unión Soviética              | Óblast de Dzhezkazgan              |
| Comité Regional de Guriev del Partido Comunista de la Unión Soviética                   | Óblast de Guriev                   |
| Comité Regional de Karagandá del Partido Comunista de la Unión Soviética                | Óblast de Karagandá                |
| Comité Regional de Kazajistán Occidental del Partido Comunista de la Unión Soviética    | Óblast de Kazajistán Oriental      |
| Comité Regional de Kazajistán Septentrional del Partido Comunista de la Unión Soviética | Óblast de Kazajistán Septentrional |
| Comité Regional de Kyzylorda del Partido Comunista de la Unión Soviética                | Óblast de Kyzylorda                |
| Comité Regional de Kokshetau del Partido Comunista de la Unión Soviética                | Óblast de Kokshetau                |
| Comité Regional de Kustanáy del Partido Comunista de la Unión Soviética                 | Óblast de Kustanáy                 |
| Comité Regional de Mangystau del Partido Comunista de la Unión Soviética                | Óblast de Mangystau                |
| Comité Regional de Pavlodar del Partido Comunista de la Unión Soviética                 | Óblast de Pavlodar                 |
| Comité Regional de Semipalatinsk del Partido Comunista de la Unión Soviética            | Óblast de Semipalatinsk            |
| Comité Regional de Taldy-Kurgán del Partido Comunista de la Unión Soviética             | Óblast de Taldy-Kurgán             |
| Comité Regional de Tselinogrado del Partido Comunista de la Unión Soviética             | Óblast de Tselinogrado             |
| Comité Regional de Turgay del Partido Comunista de la Unión Soviética                   | Óblast de Turgay                   |
| Comité Regional de Uralsk del Partido Comunista de la Unión Soviética                   | Óblast de Uralsk                   |

### Partido Comunista de la RSS de Kirguistán

#### Óblasts
| Comité Regional                                                           | Óblast               |
| ------------------------------------------------------------------------- | -------------------- |
| Comité Regional de Chuy del Partido Comunista de la Unión Soviética       | Óblast de Chuy       |
| Comité Regional de Issyk-Kul del Partido Comunista de la Unión Soviética  | Óblast de Issyk-Kul  |
| Comité Regional de Jalal-Abad del Partido Comunista de la Unión Soviética | Óblast de Jalal-Abad |
| Comité Regional de Naryn del Partido Comunista de la Unión Soviética      | Óblast de Naryn      |
| Comité Regional de Osh del Partido Comunista de la Unión Soviética        | Óblast de Osh        |
| Comité Regional de Talas del Partido Comunista de la Unión Soviética      | Óblast de Talas      |

### Partido Comunista de la RSS de Tayikistán

#### Óblasts
| Comité Regional                                                             | Óblast                 |
| --------------------------------------------------------------------------- | ---------------------- |
| Comité Regional de Kulob del Partido Comunista de la Unión Soviética        | Óblast de Kulob        |
| Comité Regional de Kurgán-Tyube del Partido Comunista de la Unión Soviética | Óblast de Kurgán-Tyube |
| Comité Regional de Leninabad del Partido Comunista de la Unión Soviética    | Óblast de Leninabad    |

#### Óblasts Autónomos
| Comité Regional                                                               | Óblast Autónomo                   |
| ----------------------------------------------------------------------------- | --------------------------------- |
| Comité Regional de Alto-Badajshán del Partido Comunista de la Unión Soviética | Óblast Autónomo de Alto-Badajshán |

### Partido Comunista de la RSS de Turkmenistán

#### Óblasts
| Comité Regional                                                          | Óblast              |
| ------------------------------------------------------------------------ | ------------------- |
| Comité Regional de Balkan del Partido Comunista de la Unión Soviética    | Óblast de Balkan    |
| Comité Regional de Chardzhou del Partido Comunista de la Unión Soviética | Óblast de Chardzhou |
| Comité Regional de Mary del Partido Comunista de la Unión Soviética      | Óblast de Mary      |
| Comité Regional de Tashauz del Partido Comunista de la Unión Soviética   | Óblast de Tashauz   |

### Partido Comunista de la RSS de Ucrania

#### Óblasts
| Comité Regional                                                                | Óblast                    |
| ------------------------------------------------------------------------------ | ------------------------- |
| Comité Regional de Cherkasy del Partido Comunista de la Unión Soviética        | Óblast de Cherkasy        |
| Comité Regional de Chernígov del Partido Comunista de la Unión Soviética       | Óblast de Chernígov       |
| Comité Regional de Chernovtsí del Partido Comunista de la Unión Soviética      | Óblast de Chernovtsy      |
| Comité Regional de Crimea del Partido Comunista de la Unión Soviética          | Óblast de Crimea          |
| Comité Regional de Dnipropetrovsk del Partido Comunista de la Unión Soviética  | Óblast de Dnipropetrovsk  |
| Comité Regional de Donetsk del Partido Comunista de la Unión Soviética         | Óblast de Donetsk         |
| Comité Regional de Ivano-Frankivsk del Partido Comunista de la Unión Soviética | Óblast de Ivano-Frankivsk |
| Comité Regional de Járkov del Partido Comunista de la Unión Soviética          | Óblast de Járkov          |
| Comité Regional de Jersón del Partido Comunista de la Unión Soviética          | Óblast de Jersón          |
| Comité Regional de Jmelnitski del Partido Comunista de la Unión Soviética      | Óblast de Jmelnitski      |
| Comité Regional de Kiev del Partido Comunista de la Unión Soviética            | Óblast de Kiev            |
| Comité Regional de Kirovgrado del Partido Comunista de la Unión Soviética      | Óblast de Kirovogrado     |
| Comité Regional de Leópolis del Partido Comunista de la Unión Soviética        | Óblast de Leópolis        |
| Comité Regional de Nikoláyev del Partido Comunista de la Unión Soviética       | Óblast de Nikoláyev       |
| Comité Regional de Odesa del Partido Comunista de la Unión Soviética           | Óblast de Odesa           |
| Comité Regional de Poltava del Partido Comunista de la Unión Soviética         | Óblast de Poltava         |
| Comité Regional de Rivne del Partido Comunista de la Unión Soviética           | Óblast de Rivne           |
| Comité Regional de Sumy del Partido Comunista de la Unión Soviética            | Óblast de Sumy            |
| Comité Regional de Ternópil del Partido Comunista de la Unión Soviética        | Óblast de Ternópil        |
| Comité Regional de Transcarpacia del Partido Comunista de la Unión Soviética   | Óblast de Transcarpacia   |
| Comité Regional de Vínnitsa del Partido Comunista de la Unión Soviética        | Óblast de Vínnitsa        |
| Comité Regional de Volinia del Partido Comunista de la Unión Soviética         | Óblast de Volinia         |
| Comité Regional de Voroshílovgrado del Partido Comunista de la Unión Soviética | Óblast de Voroshílovgrado |
| Comité Regional de Zaporiyie del Partido Comunista de la Unión Soviética       | Óblast de Zaporiyie       |
| Comité Regional de Zhitómir del Partido Comunista de la Unión Soviética        | Óblast de Zhitómir        |

### Partido Comunista de la RSS de Uzbekistán

#### Óblasts
| Comité Regional                                                            | Óblast                |
| -------------------------------------------------------------------------- | --------------------- |
| Comité Regional de Andiyán del Partido Comunista de la Unión Soviética     | Óblast de Andiyán     |
| Comité Regional de Bujará del Partido Comunista de la Unión Soviética      | Óblast de Bujará      |
| Comité Regional de Corasmia del Partido Comunista de la Unión Soviética    | Óblast de Corasmia    |
| Comité Regional de Ferganá del Partido Comunista de la Unión Soviética     | Óblast de Ferganá     |
| Comité Regional de Kashkadar del Partido Comunista de la Unión Soviética   | Óblast de Kashkadar   |
| Comité Regional de Namangán del Partido Comunista de la Unión Soviética    | Óblast de Namangán    |
| Comité Regional de Samarcanda del Partido Comunista de la Unión Soviética  | Óblast de Samarcanda  |
| Comité Regional de Surjandaria del Partido Comunista de la Unión Soviética | Óblast de Surjandaria |
| Comité Regional de Sir Daria del Partido Comunista de la Unión Soviética   | Óblast de Sir Daria   |
| Comité Regional de Samarcanda del Partido Comunista de la Unión Soviética  | Óblast de Samarcanda  |
| Comité Regional de Yizaj del Partido Comunista de la Unión Soviética       | Óblast de Yizaj       |

#### Repúblicas Autónomas
| Comité Regional                                                             | República Autónoma   |
| --------------------------------------------------------------------------- | -------------------- |
| Comité Regional de Karakalpakia del Partido Comunista de la Unión Soviética | RASS de Karakalpakia |